# Хорезманска Народна Совјетска Република
Хорезманска Народна Совјетска Република (рус. Хорезмская Народная Советская Республика) формирана је након пада Каната Хиве у фебруару 1920. године. Тада је последњи хивански кан абдиковао под утицајем притиска становништва и званично прогласио оснивање прве хиванске скупштине. Након консолидовања бољшевичке власти у централној Азији, ова је република је постала делом Совјетског Савеза.
Дана 20. октобра 1923, трансформисана је у Хорезманску Социјалистичку Совјетску Републику (рус. Хорезмская Социалистическая Советская Республика), да би 17. фебруара 1925. њена територија била подељена између Узбечке и Трукменске ССР и Каракалпачке аутономне области. Ова подела је извршена у духу формирања совјетских држава по националном кључу.